# 조에이촌
조에이촌(常永村)은 야마나시현 나카코마군에 있던 촌이다. 현재의 쇼와정 서부에 해당한다.

## 역사
- 1889년 7월 1일 - 정촌제 시행에 의해 2개 촌의 구역을 가지고 성립하였다.
- 1942년 1월 1일 - 사이조촌과 합병해 쇼와촌이 성립하여, 동일 조에이촌은 폐지되었다.

## 교통

### 철도
- 철도성
  - 미노부선

## 참고문헌
- 角川日本地名大辞典 19 山梨県